# Bure-les-Templiers
 Bure-les-Templiers  là một xã ở tỉnh Côte-d’Or trong vùng Bourgogne-Franche-Comté, phía đông nước Pháp. Khu vực này có độ cao trung bình 315 mét trên mực nước biển.